# Martinja vas, Trebnje
Martinja vas je naselje v občini Trebnje.
Martinja vas stoji na valovitem terenu na pobočju Medvedjeka ob cesti iz Šentlovrenca. Hiše so razporejene v več nizih po pobočju, k vasi pa spada tudi nekdanji mlin Pri Volku ob Temenici. Na Medvedjeku je tudi nekaj vinogradov ter sadnega drevja, odkrito je bilo prazgodovinsko grobišče, ob njem pa še rimsko.  
Zunaj vasi je cerkev svete Marije Magdalene, ki je v jedru srednjeveška stavba s tristrano zaključenim prezbiterijem in zazidanim okencem v vzhodni stranici prezbiterija ter v južni steni ladje. Prvotno ravnostropna ladja je obokana, glavni oltar je leta 1865 izdelal J. Kušlan iz Cerknice, kipi na oltarju pa so starejši.